# Zhanang
| Tibetische Bezeichnung                     |
| ------------------------------------------ |
| Tibetische Schrift: གྲ་ནང་རྫོང                |
| Wylie-Transliteration: gra nang rdzong     |
| Offizielle Transkription der VRCh: Chanang |
| THDL-Transkription: Dranang                |
| Andere Schreibweisen: —                    |
| Chinesische Bezeichnung                    |
| Traditionell: 扎囊縣                       |
| Vereinfacht: 扎囊县                        |
| Pinyin:Zhānáng Xiàn                        |

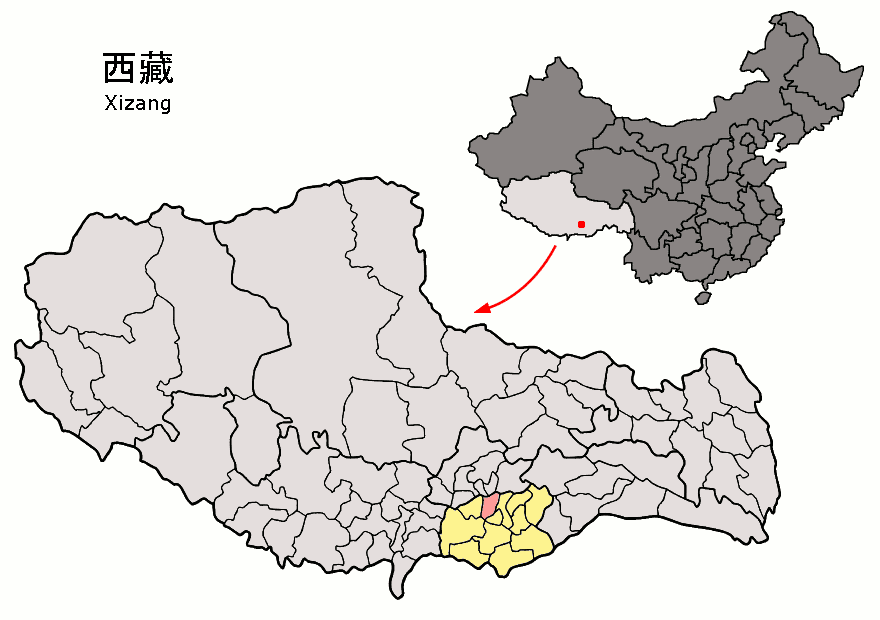
Lage des Kreises Zhanang (rosa) im Regierungsbezirk Shannan (gelb) im Autonomen Gebiet Tibet

Zhanang (tibetisch: གྲ་ནང་རྫོང, Umschrift nach Wylie: gra nang rdzong; auch Dranang Dzong oder Chanang) ist ein Kreis im Regierungsbezirk Shannan im Autonomen Gebiet Tibet der Volksrepublik China. Er hat eine Fläche von 2.156 Quadratkilometern und 36.656 Einwohner (Stand: Zensus 2020). Nach der Volkszählung von 1990 betrug die Einwohnerzahl 33.291, davon waren 33.156 Tibeter und 126 Han-Chinesen (Volkszählung von 2000: 35.278 Einwohner).
In Zhanang befinden sich die bedeutenden Klöster Samye, Mindrölling, Dingpoche-Kloster und Dorje Drag (vgl. „Nördliche Schätze“).

## Administrative Gliederung
Auf Gemeindeebene setzt sich der Kreis aus zwei Großgemeinden und drei Gemeinden zusammen. Diese sind (Pinyin/chin.):
- Großgemeinde Zhatang 扎塘镇
- Großgemeinde Sangye 桑耶镇

- Gemeinde Zhaqi 扎期乡
- Gemeinde Jiru 吉汝乡
- Gemeinde Anzha 安扎乡

## Ethnische Gliederung der Bevölkerung Zhanangs (2000)
Beim Zensus im Jahr 2000 wurden in Zhanang 35.278 Einwohner gezählt.
| Name des Volkes | Einwohner | Anteil  |
| --------------- | --------- | ------- |
| Tibeter         | 35.018    | 99,26 % |
| Han             | 235       | 0,67 %  |
| Hui             | 8         | 0,02 %  |
| Miao            | 5         | 0,01 %  |
| Tujia           | 4         | 0,01 %  |
| Sonstige        | 8         | 0,02 %  |

## Galerie

Zhanang
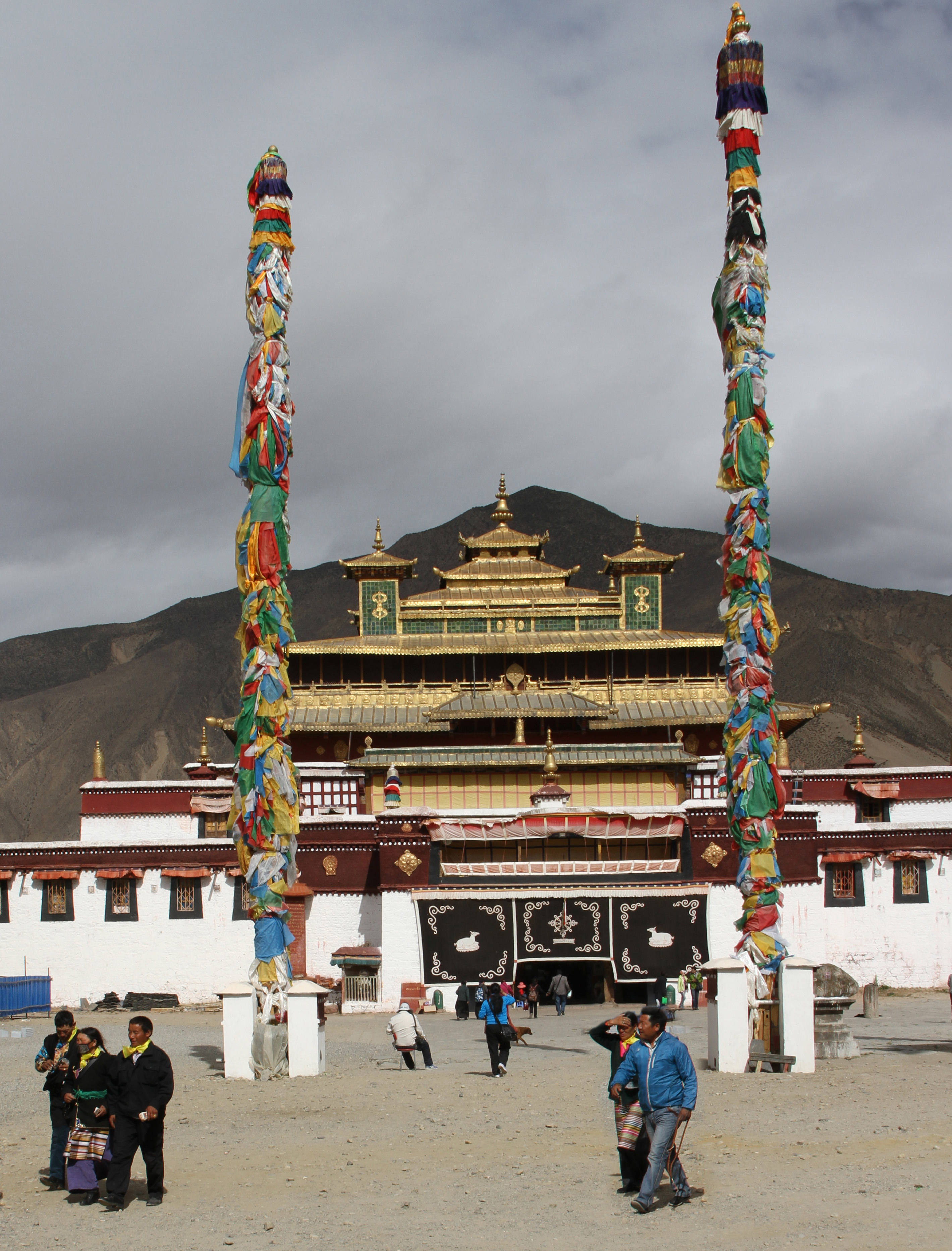
Kloster Samye
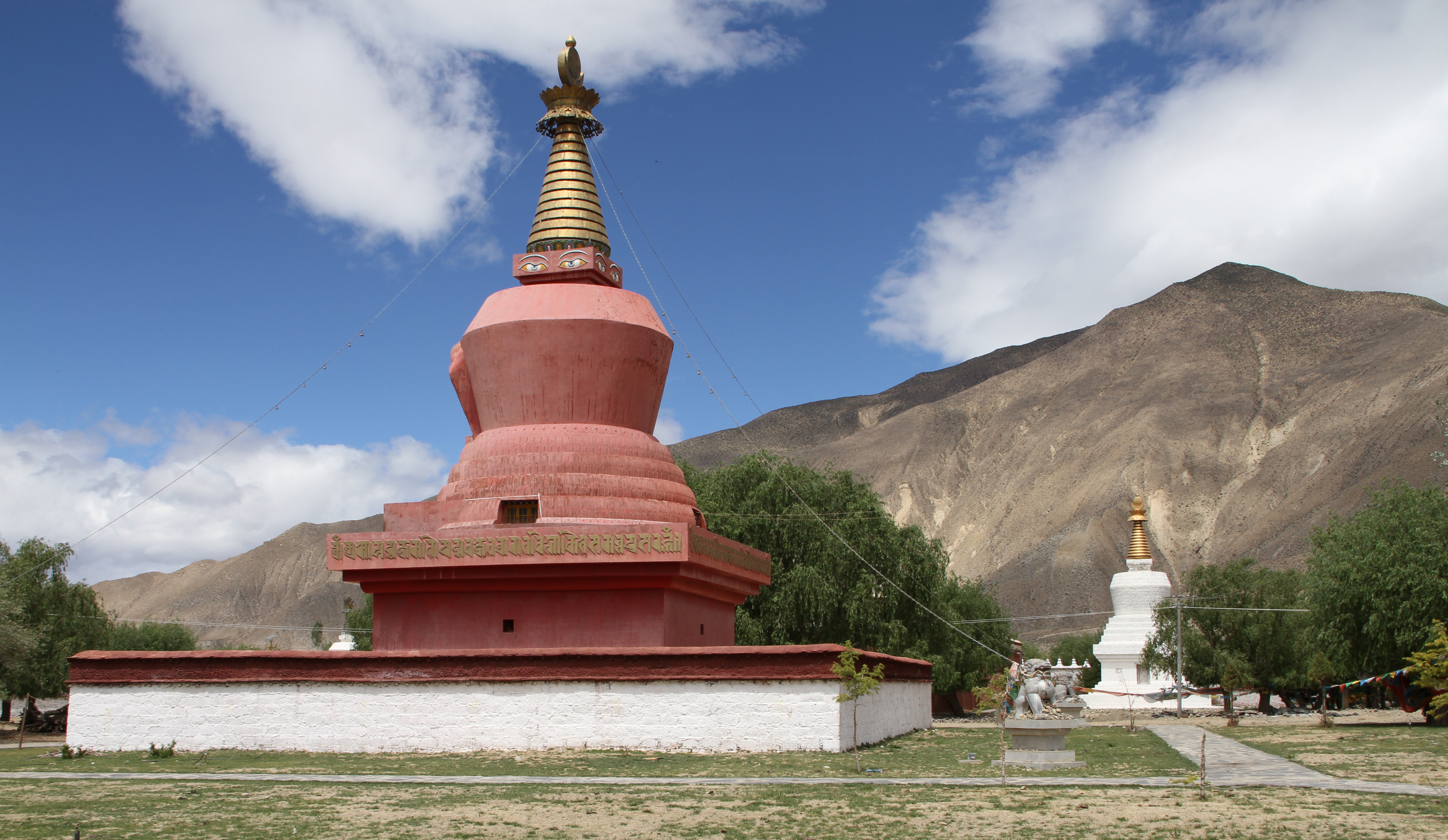
Roter Stupa in Samye
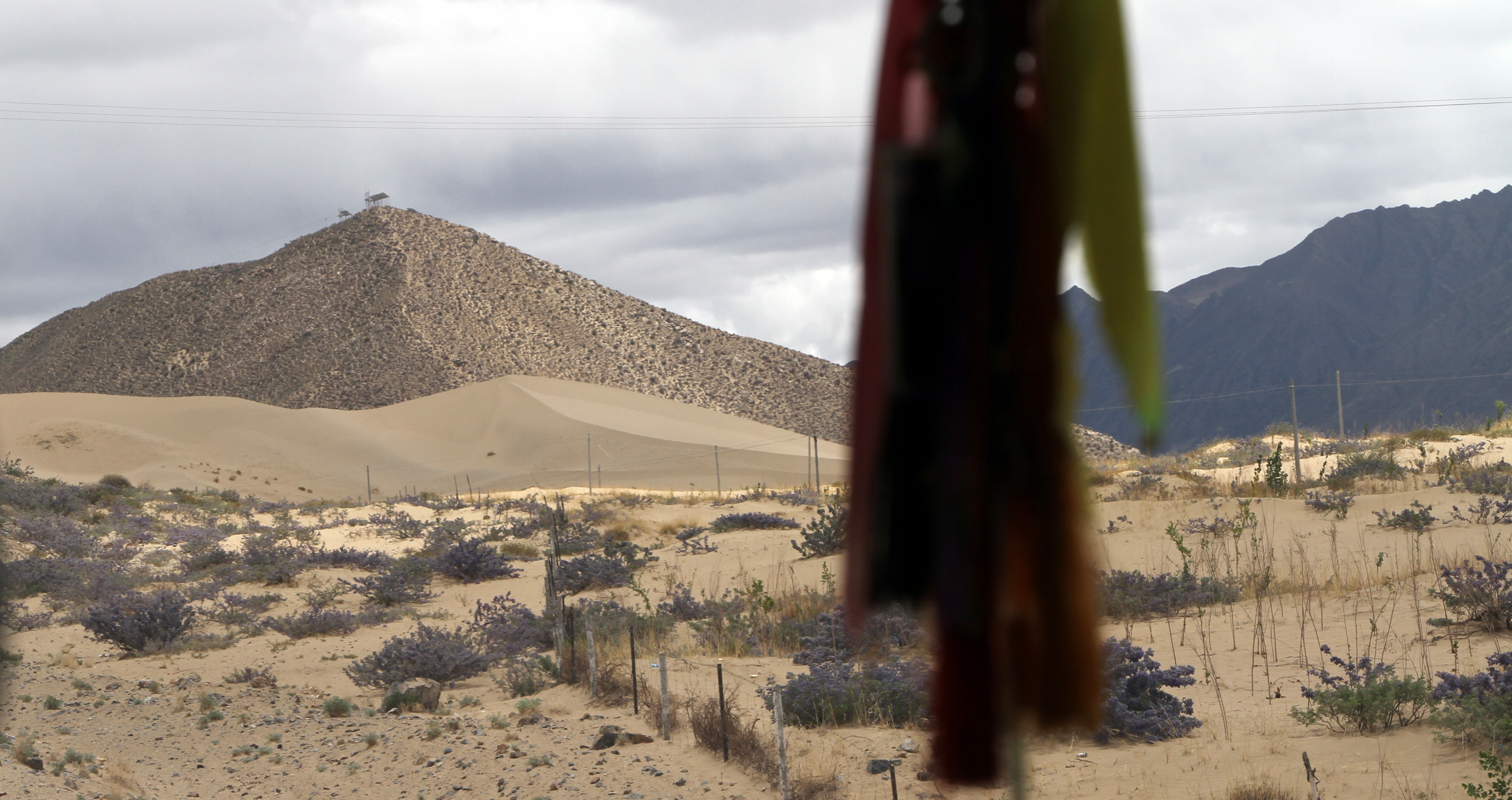
Landschaft beim Kloster Samye
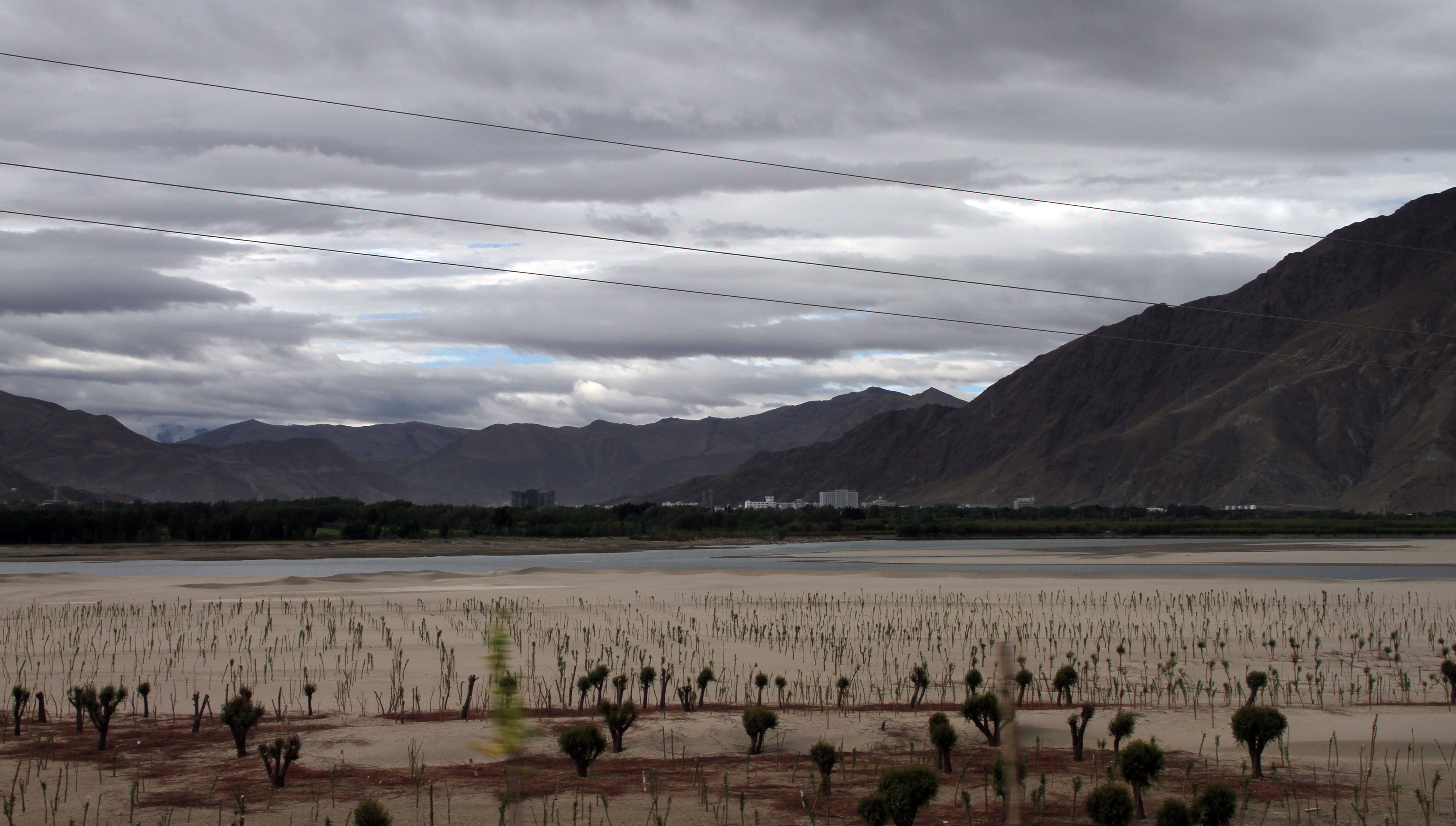
Yarlung Tsangpo
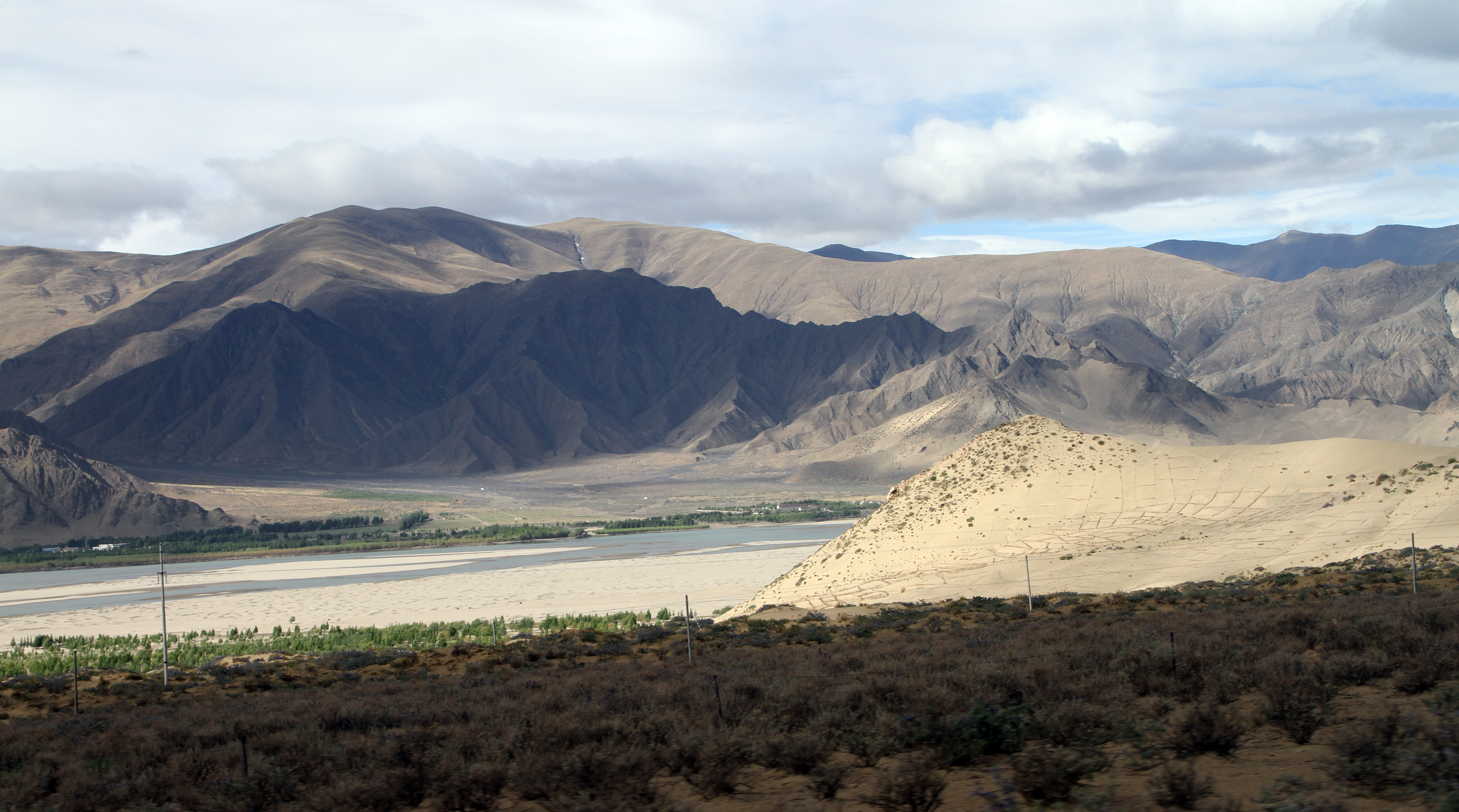
Sanddünen
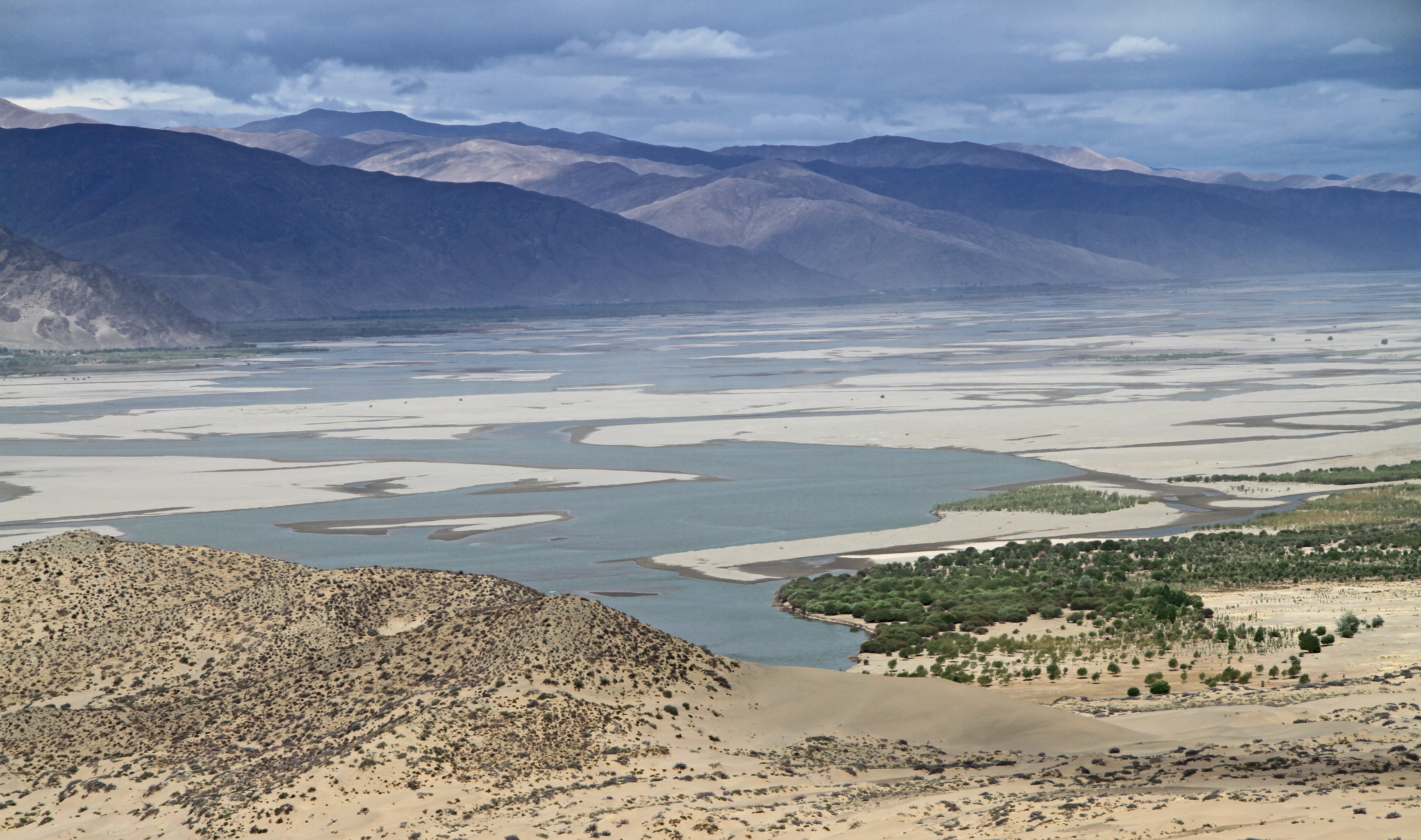
Yarlung Tsangpo